# Maison d'Ermi
 (août 2024).
Si vous disposez d'ouvrages ou d'articles de référence ou si vous connaissez des sites web de qualité traitant du thème abordé ici, merci de compléter l'article en donnant les références utiles à sa vérifiabilité et en les liant à la section « Notes et références ».
La maison d'Ermi ou Clan d'Ermi est une dynastie de khans qui a régné comme des régents sur les Proto-Bulgares de date inconnue à 632 et a compté :
- Organa
- Gostun.

Ils sont peut-être la même personne.